# Blue Origin NS-25
Blue Origin NS-25 var en bemannad flygning av Blue Origins New Shepard. Farkosten sköt upp på en kastbanefärd från Corn Ranch i Texas, den 19 maj 2024.

## Besättning
| Turist | Mason Angel         |
| Turist | Sylvain Chiron      |
| Turist | Ed Dwight           |
| Turist | Kenneth Hess        |
| Turist | Carol Schaller      |
| Turist | Gopichand Thotakura |